# Nati nel 1693
| Questa pagina contiene informazioni ricavate automaticamente dalle voci biografiche con l'ausilio del template Bio e di un bot. L'aggiornamento è periodico e automatico e ricostruisce completamente la pagina. Se manca una persona in questa lista, sei pregato di non aggiungerla, ma accertati piuttosto che la sua voce biografica contenga il template Bio e che i dati anagrafici siano correttamente compilati. Se il template Bio manca, inseriscilo tu stesso o, in alternativa, metti l'avviso {{tmp\|Bio}} che ne segnala la mancanza. Se i dati riportati sono sbagliati, correggi direttamente la voce biografica; le modifiche saranno visibili in questa lista entro pochi giorni. Per chiarimenti vedi il progetto biografie. La lista contiene solo le 100 persone che sono citate nell'enciclopedia e per le quali è stato implementato correttamente il template Bio. Pagina aggiornata al 18 ago 2025. |

## Gennaio(9)
- 3 gennaio - Giovanni Bianchi, medico e anatomista italiano († 1775)
- 3 gennaio - Matthew Hutton, arcivescovo anglicano inglese († 1758)
- 11 gennaio - Antonio Barbiano di Belgiojoso, nobile e militare italiano († 1779)
- 13 gennaio - Pietro Calepio, scrittore italiano († 1762)
- 16 gennaio - Francesco Campora, pittore italiano († 1763)
- 19 gennaio - Hyacinthe Collin de Vermont, pittore francese († 1761)
- 20 gennaio - Carlo Francesco Durini, cardinale italiano († 1769)
- 29 gennaio - Henry Herbert, IX conte di Pembroke, nobile e architetto inglese († 1750)
- 30 gennaio - Maria Anna Carolina del Palatinato-Neuburg, nobile tedesca († 1751)

## Febbraio(4)
- 4 febbraio - Flaminio Corner, storico italiano († 1778)
- 7 febbraio - Anna I di Russia, imperatrice russa († 1740)
- 12 febbraio - Avdot'ja Ivanovna Rževskaja, nobildonna russa († 1747)
- 24 febbraio - Francesco Eboli, duca di Castropignano, nobile e militare italiano († 1758)

## Marzo(8)
- 2 marzo - Thomas Wheate, II baronetto, politico inglese († 1746)
- 5 marzo - Johann Jakob Wettstein, teologo, biblista e traduttore svizzero († 1754)
- 6 marzo - Edward Willes, vescovo anglicano britannico († 1773)
- 7 marzo - Papa Clemente XIII, papa, vescovo cattolico e cardinale italiano († 1769)
- 7 marzo - Joseph Joachim Edlinger, liutaio ceco († 1748)
- 11 marzo - Pompeo Compagnoni, vescovo cattolico e letterato italiano († 1774)
- 17 marzo - Elisabetta Augusta Sofia del Palatinato-Neuburg, nobile tedesca († 1728)
- 31 marzo - Elisabetta Albertina di Anhalt-Bernburg, nobile († 1774)

## Aprile(9)
- 1º aprile - Melusina von der Schulenburg, nobile britannica († 1778)
- 2 aprile - George Keith, X conte maresciallo, ufficiale e diplomatico scozzese († 1778)
- 4 aprile - John Harrison, orologiaio e inventore inglese († 1776)
- 4 aprile - John West, I conte De La Warr, politico e ufficiale inglese († 1766)
- 12 aprile - Siard Nosecký, pittore e religioso boemo († 1753)
- 12 aprile - Jean-Baptiste de Brancas, arcivescovo cattolico francese († 1770)
- 16 aprile - Anna Sofia Reventlow, regina danese († 1743)
- 17 aprile - Camillo I Borghese, nobile italiano († 1763)
- 30 aprile - Giuseppe Maria Feroni, cardinale e arcivescovo cattolico italiano († 1767)

## Maggio(6)
- 1º maggio - Vincenzo Acqua, vescovo cattolico italiano († 1772)
- 9 maggio - Charles Howard, VII conte di Suffolk, nobile e politico inglese († 1722)
- 14 maggio - Giacinto Ferrero-Fieschi, ammiraglio, diplomatico e nobile italiano († 1750)
- 14 maggio - Nicolò Figlia, scrittore e presbitero italiano († 1769)
- 24 maggio - Georg Raphael Donner, scultore e prete austriaco († 1741)
- 31 maggio - Bartolomeo Nazari, pittore italiano († 1758)

## Giugno(3)
- 17 giugno - Diego de Torres Villarroel, scrittore, scienziato e religioso spagnolo († 1770)
- 17 giugno - Johann Georg Walch, teologo tedesco († 1775)
- 19 giugno - Christian August Hausen, matematico, fisico e astronomo tedesco († 1743)

## Luglio(1)
- 21 luglio - Thomas Pelham-Holles, I duca di Newcastle-upon-Tyne, politico inglese († 1768)

## Agosto(2)
- 7 agosto - Charles de Rohan-Rochefort, nobile francese († 1766)
- 9 agosto - Sofia Guglielmina di Sassonia-Coburgo-Saalfeld, principessa († 1727)

## Settembre(7)
- 7 settembre - Vittorio I di Anhalt-Bernburg-Schaumburg-Hoym, principe tedesco († 1772)
- 9 settembre - Quinault-Dufresne, attore teatrale francese († 1767)
- 13 settembre - Joseph Emanuel Fischer von Erlach, architetto austriaco († 1742)
- 19 settembre - Louis Charles Armand Fouquet de Belle-Isle, generale francese († 1747)
- 21 settembre - Maria Anna di Oettingen-Spielberg, principessa († 1729)
- 21 settembre - Thomas Secker, arcivescovo anglicano inglese († 1768)
- 29 settembre - Giovanni Antonio Rubbi, religioso italiano († 1785)

## Ottobre(11)
- 6 ottobre - Madame de Parabère, nobildonna e marchesa francese († 1755)
- 9 ottobre - Johann Lorenz von Mosheim, storico delle religioni tedesco († 1755)
- 10 ottobre - Innocenzo Francesco del Liechtenstein, principe austriaco († 1707)
- 11 ottobre - John Hobart, I conte di Buckinghamshire, nobile inglese († 1756)
- 11 ottobre - Federico Carlo di Stolberg-Gedern, politico tedesco († 1767)
- 15 ottobre - Franz Caspar Schnitger, organaro tedesco († 1729)
- 22 ottobre - Thomas Fairfax, VI lord Fairfax di Cameron, militare britannico († 1781)
- 25 ottobre - Antoine Ferrein, medico e anatomista francese († 1769)
- 26 ottobre - Alessandro Macchiavelli, scrittore e storico italiano († 1766)
- 28 ottobre - Šimon Brixi, compositore e organista ceco († 1735)
- 28 ottobre - Margaretha Haverman, pittrice olandese († 1739)

## Novembre(6)
- 9 novembre - Enrichetta Carlotta di Nassau-Idstein, nobildonna tedesca († 1734)
- 10 novembre - Roland-Michel Barrin de La Galissonière, militare francese († 1756)
- 11 novembre - Francesco Saverio Brunetti, matematico e presbitero italiano
- 22 novembre - Zheng Xie, pittore cinese († 1765)
- 22 novembre - Luisa Elisabetta di Borbone-Condé, nobile († 1775)
- 28 novembre - Gabrio Serbelloni, III duca di San Gabrio, militare, politico e nobile italiano († 1774)

## Dicembre(2)
- 12 dicembre - Giovanni Antonio Pecci, letterato, storico e politico italiano († 1768)
- 29 dicembre - Enrico I di Reuss-Greiz, nobile tedesco († 1714)

## Senza giorno specificato(32)
- Pietro Andrea Abbati, ingegnere e poeta italiano († 1762)
- Charlotte Aïssé, scrittrice francese († 1733)
- Richard Annesley, VI conte di Anglesey, nobile e politico irlandese († 1761)
- Peter Annet, teologo inglese († 1769)
- Eustachio Berthoud de Malines, politico italiano († 1742)
- Aleksej Petrovič Bestužev-Rjumin, politico russo († 1766)
- Rosa Borosini, soprano italiano
- Louis-Dominique Bourguignon, brigante e omicida francese († 1721)
- James Bradley, astronomo inglese († 1762)
- Adriaan van der Burg, pittore olandese († 1733)
- John Campbell, IV duca di Argyll, generale e politico britannico († 1770)
- Placido Campolo, pittore italiano († 1743)
- Alejandro Carnicero, scultore spagnolo († 1756)
- Jean-Baptiste-Louis Crevier, letterato e storico francese († 1765)
- Robert Dinwiddie, politico britannico († 1770)
- Eliza Haywood, scrittrice inglese († 1756)
- Francis Head, IV baronetto, presbitero inglese († 1768)
- Thomas Herring, arcivescovo anglicano inglese († 1757)
- Johann Georg Keyßler, archeologo e scrittore tedesco († 1743)
- John Lombe, imprenditore inglese († 1739)
- Bernardino Ludovisi, scultore italiano († 1749)
- Jeremiah Markland, filologo classico inglese († 1776)
- Noro Genjō, botanico e medico giapponese († 1761)
- Panah-Ali khan Javanshir, sovrano persiano († 1763)
- James Quin, attore teatrale britannico († 1766)
- Giuseppe Richa, gesuita e scrittore italiano († 1761)
- Franz Ferdinand Richter, pittore polacco († 1743)
- Jean Baptiste Sénac, medico e anatomista francese († 1770)
- Pompeo Venturi, letterato, critico letterario e religioso italiano († 1752)
- Francesco Vettori, antiquario e numismatico italiano († 1770)
- Dhiyab bin Isa Al Nahyan, sovrano emiratino († 1793)
- Leopoldo del Carretto, nobile italiano († 1750)